# Goebelsmühle (stacja kolejowa)
Goebelsmühle (luks: Gare Goebelsmühle) – stacja kolejowa w Goebelsmuehle w gminie Bourscheid w Luksemburgu. Została otwarta w 1866 roku przez Direction générale impériale des chemins de fer d’Alsace-Lorraine.
Obecnie jest stacją Société Nationale des Chemins de Fer Luxembourgeois (CFL), obsługiwaną przez pociągi InterCity (IC) i Regional-Express (RE).

## Położenie
Znajduje się na linii 10 Luksemburg – Troisvierges, w km 57,746, na wysokości 228 m n.p.m., pomiędzy stacjami Michelau i Kautenbach.

## Linie kolejowe
- 10 Luksemburg – Troisvierges